# Moritz de Hadeln

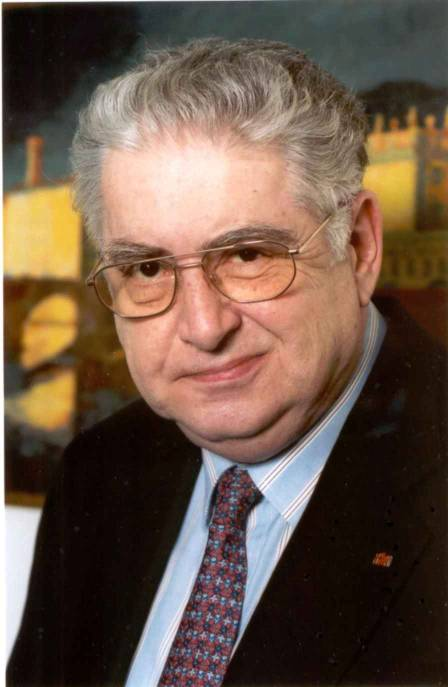
Moritz de Hadeln (2000)

Moritz de Hadeln (* 21. Dezember 1940 in Exeter, England) ist bzw. war Direktor verschiedener Filmfestivals. Bei drei Filmen führte er Regie.

## Leben
Moritz de Hadeln ist der Enkel des deutschen Kunsthistorikers Detlev von Hadeln, der in Florenz lebte. Sein Vater war dessen Adoptivsohn Harry Hudson-von Hadeln (1907–1970), der dort als Kunstverleger tätig war. Er wuchs in Florenz auf und studierte dann Physik und Chemie an der Sorbonne in Paris und arbeitete als Fotograf.
1963 drehte Moritz de Hadeln zusammen mit Walter Marti und Sandro Bertossa seinen ersten Film «Le Pèlé». Es folgten der Kurzfilm «La Confrérie des Supérieurs» (1965) und sein zweiter langer Film «Ombres et mirages» (1967).
De Hadeln gründete 1969 mit seiner Ehefrau Erika de Hadeln (1941–2018) das Dokumentarfilmfestival Nyon. Er war von 1972 bis 1977 Leiter des Internationalen Filmfestivals von Locarno sowie von 1980 bis 2001 der Internationalen Filmfestspiele Berlin und zwei Jahre lang Direktor der Internationalen Filmfestspiele Venedig. 2005 war er Programmdirektor beim neu geschaffenen Festival International de films de Montréal.
De Hadeln lebt in der Schweiz.
De Hadeln war zwischen 2001 und 2003 Mitglied des Kuratoriums der Allianz Kulturstiftung.
Im Februar 2018 erschien die Biografie Moritz de Hadeln – Mister Filmfestival des Filmkritikers Christian Jungen. Sie wurde am 21. Februar bei den Internationalen Filmfestspielen in Berlin vorgestellt.

## Auszeichnungen
- 1986: Commandeur dans l’Ordre des Arts et des Lettres
- 1987: Verdienstorden der Italienischen Republik, Komtur
- 2000: Bundesverdienstkreuz
- 2001: Teddy Award: Spezialpreis
- 2001: FIPRESCI-Ehrenpreis, zusammen mit Erika de Hadeln